# BINAP

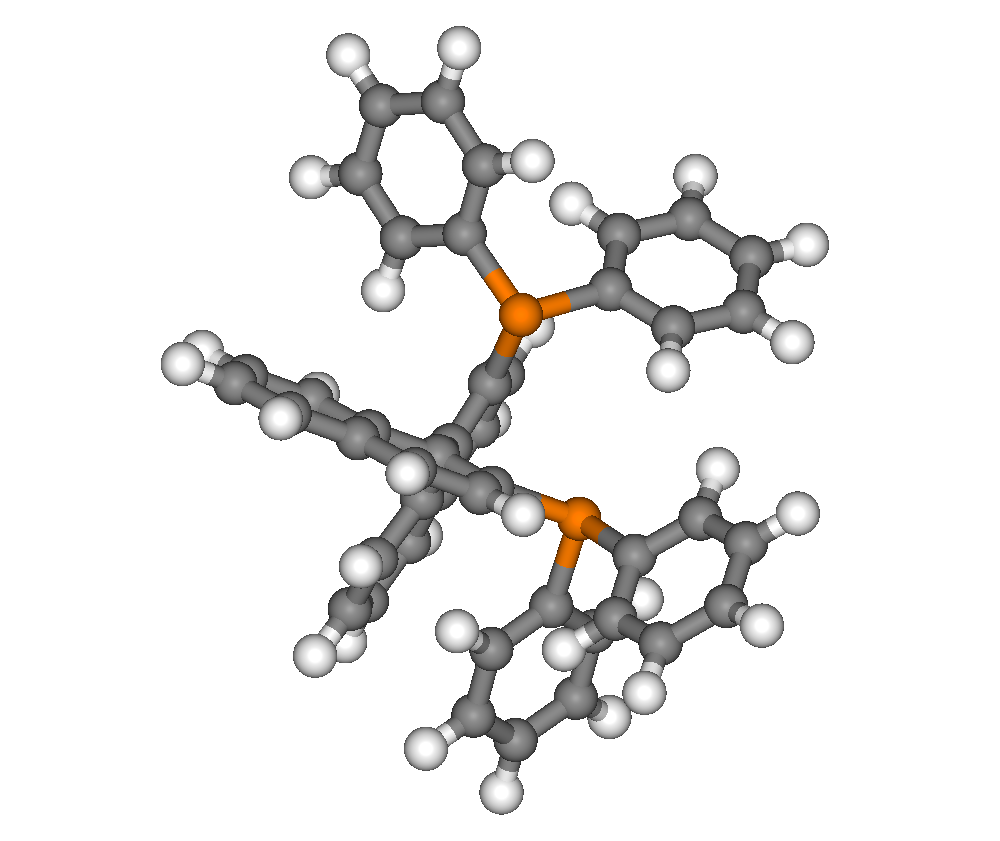
modello 3d del BINAP, l'angolo diedro tra i due naftili è circa 90°

In chimica organica, BINAP è l'acronimo di 2,2´–bis(difenilfosfino)–1,1´–binaftile,  difosfina chirale con un asse stereogenico, che è utilizzato come legante bidentato in idrogenazioni catalizzate da metalli di transizione, riuscendo ad indurre un elevato grado di stereoselezione nella reazione.
Il BINAP fu descritto per la prima volta da Noyori et al. nel 1980.  Fino ad ora il BINAP è uno dei pochi leganti a svolgere un ruolo a livello industriale, vedi per esempio il processo per la produzione del mentolo (Takasago).
Viene preparato dal BINOL (1-1'-bis-2-naftolo) passando per il bis-triflato. Sono disponibili commercialmente sia gli enantiomeri R ed S che il racemo, che è usato anche come legante del palladio in reazioni di coupling.